# Garanhuns
Garanhuns es un municipio brasileño del estado de Pernambuco.
Localizándose en la región montañosa de la Meseta de la Borborema, es también conocido como la Suiza Pernambucana, por causa de su clima ameno en el verano y temperaturas bajas en el invierno, atípico para el resto de la región. Otros apodos son Ciudad de las Flores o Ciudad de la llovizna.
Garanhuns fue la tierra natal del presidente del Brasil, Luiz Inácio Lula da Silva, que nació cuando el actual municipio de Caetés era un distrito integrante. También del cantante Dominguinhos y del artista Metturo.

## Historia

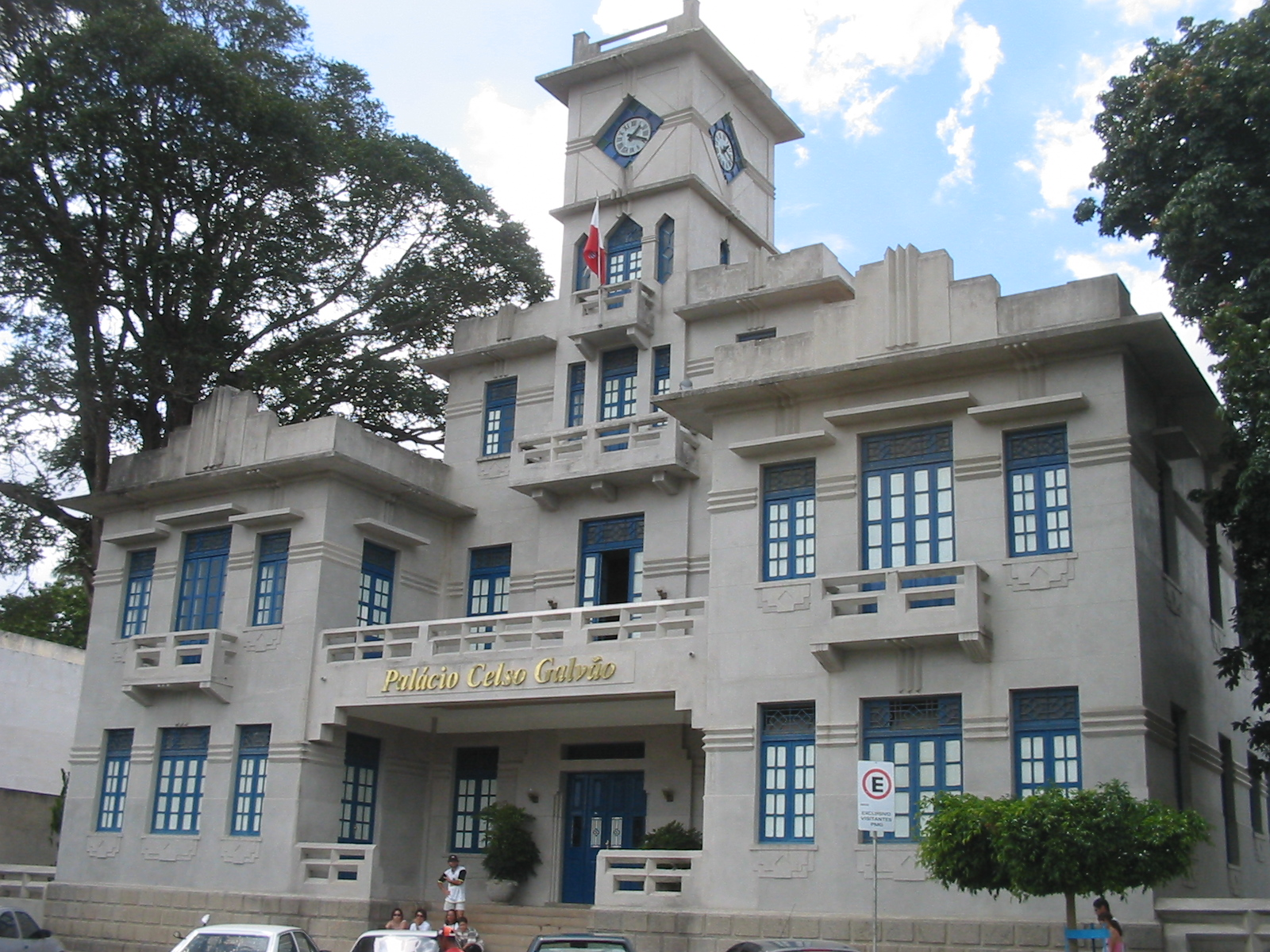
Prefectura Palacio Celso Galvão.

En 1878, el diputado provincial Silvino Guilherme de Barros, Barón de Nazaré, visitó la entonces Villa de Garanhuns, interesándose por la potencialidad de la misma. Al retornar a Recife propuso un proyecto de ley que elevase a Garanhuns de Villa a Ciudad. La Ley número 1309, fue sancionada el 4 de febrero de 1879. La ciudad se destacó en la agronomía y en el comercio, acelerados por la instalación de la Estación Ferroviaria el 28 de septiembre de 1887 (hoy la Estación es un Centro Cultural) uniendo la ciudad de Recife y pasando por diversas ciudades y villas del Agreste y de la Zona del bosque.

## Geografía

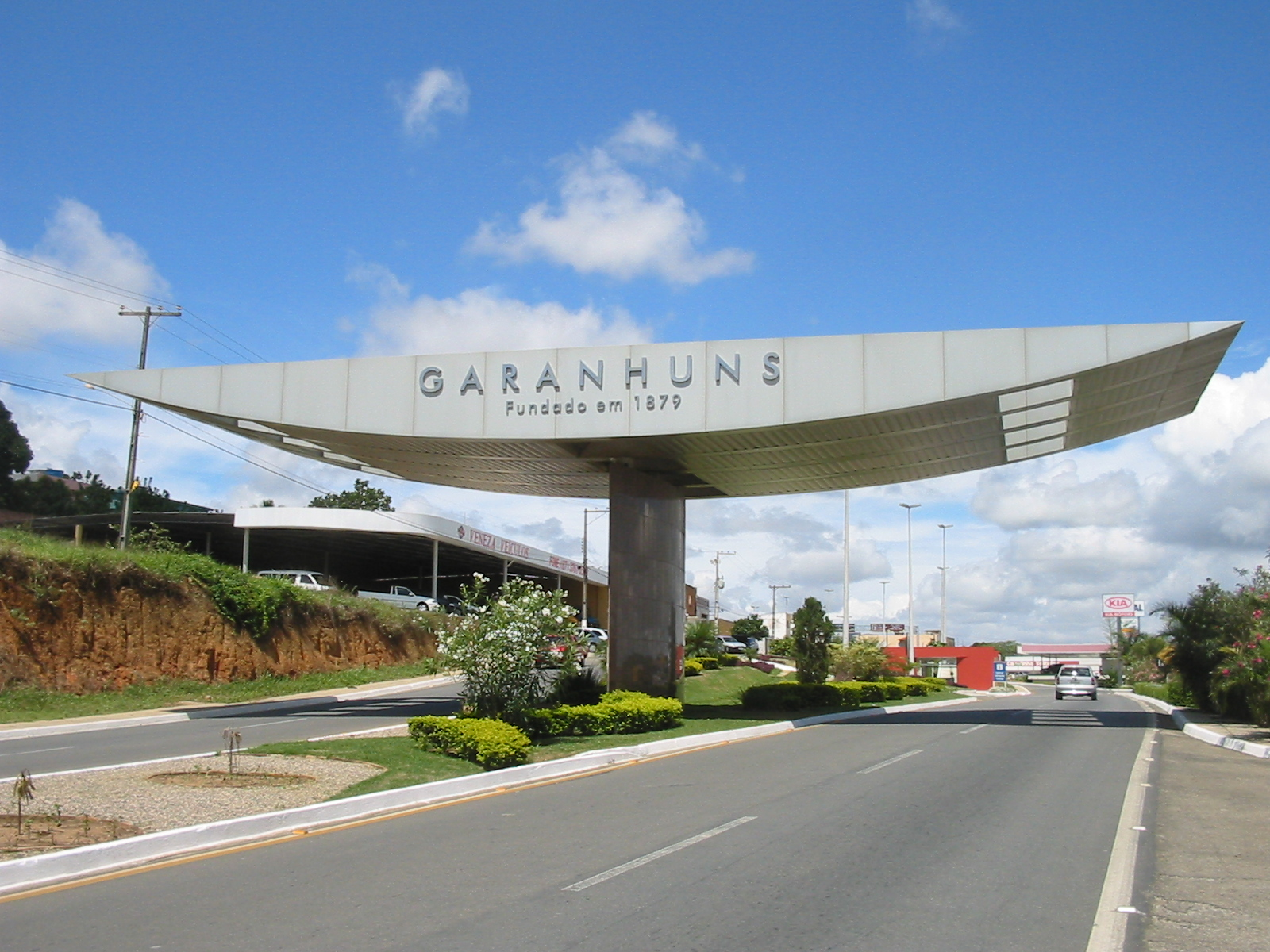
El pórtico de Garanhuns.

El municipio se localiza en el Meseta de la Borborema a latitud 8º53'25" sur y longitud 36º29'34" oeste, estando a una altitud media de 900 metros. Su punto más alto es el Monte Magano con 1.030 m de altitud, su río más importante el río Mundaú. Su población es de 131.313 habitantes, según estimaciones del IBGE para el año de 2009.
La ciudad de Garanhuns tiene doce barrios: Aloísio Pinto, Boa Vista, Centro, Don Hélder Cámara, Don Tiago Postam, Francisco Figueira, Heliópolis, José María Dourado (o Brahma), Magano, Nuevo Heliópolis, São José y Severiano de Morais Hijo.
La temperatura media anual es de 20,4 °C. En el mes más frío, la media es de 15,4 °C. La presencia de garúa en la ciudad es muy común, de ahí la fama de "Ciudad de la Garúa". Antes de comenzar el invierno (junio) las temperaturas ya comienzan a bajar. La baja temperatura perdura hasta mediados de septiembre. La menor temperatura registrada en la ciudad fue de 7º.

### Puntos turísticos
El clima de Garanhuns atrae muchos turistas tanto en el verano como en el invierno. Durante el mes de julio, las actividades turísticas se intensifican, debido al "Festival de Invierno de Garanhuns", realizado desde el año de 1991. Es uno de los festivales más conocidos en el estado de Pernambuco, atrayendo artistas y ofreciendo shows gratuitos.
La Casa de la Cultura, en proceso de instalación en el antiguo Fórum de la ciudad, deberá reunir el archivo del antiguo Museo de la Cultura Latino-americana, formado por 2200 obras de 77 ciudades pernambucanas y de 12 otros países latino-americanos, y también por otros cuatro museos temáticos. La Casa del Artesano, con un archivo de 4 mil obras, también será uno de los espacios reintegrados.